# 21e législature de la Saskatchewan
La 21e législature de la Saskatchewan est élue lors des élections générales d'octobre 1986. L'Assemblée siège du 3 décembre 1986 au 2 septembre 1991. Le Parti progressise-conservateur est au pouvoir avec Grant Devine à titre de Premier ministre.
Le rôle de chef de l'opposition officielle est assumé par Allan Blakeney du Nouveau Parti démocratique jusqu'en novembre 1987 où Roy Romanow le remplace, Roy Romanow became NDP leader.
Arnold Tusa sert comme président de l'Assemblée durant la législature.

## Membres du Parlement
Les membres du Parlement suivants sont élus à la suite de l'élection de 1986 :
|  | Circonscription électorale | Membre             | Parti                     |
|  | -------------------------- | ------------------ | ------------------------- |
|  | Arm River                  | Gerald Muirhead    | Progressiste-conservateur |
|  | Assiniboia-Gravelbourg     | Ralph Goodale      | Libéral                   |
|  | Athabasca                  | Fred Thompson      | Néo-démocrate             |
|  | Bengough-Milestone         | Bob Pickering      | Progressiste-conservateur |
|  | Biggar                     | Harry Baker        | Progressiste-conservateur |
|  | Canora                     | Lorne Kopelchuk    | Progressiste-conservateur |
|  | Cumberland                 | Keith Goulet       | Néo-démocrate             |
|  | Cut Knife-Lloydminster     | Michael Hopfner    | Progressiste-conservateur |
|  | Estevan                    | Grant Devine       | Progressiste-conservateur |
|  | Humboldt                   | Eric Upshall       | Néo-démocrate             |
|  | Indian Head-Wolseley       | Doug Taylor        | Progressiste-conservateur |
|  | Kelsey-Tisdale             | Neal Hardy         | Progressiste-conservateur |
|  | Kelvington-Wadena          | Sherwin Petersen   | Progressiste-conservateur |
|  | Kindersley                 | Bob Andrew         | Progressiste-conservateur |
|  | Kinistino                  | Josef Saxinger     | Progressiste-conservateur |
|  | Last Mountain-Touchwood    | Arnold Tusa        | Progressiste-conservateur |
|  | Maple Creek                | Joan Duncan        | Progressiste-conservateur |
|  | Meadow Lake                | George McLeod      | Progressiste-conservateur |
|  | Melfort                    | Grant Hodgins      | Progressiste-conservateur |
|  | Melville                   | Grant Schmidt      | Progressiste-conservateur |
|  | Moose Jaw North            | Glenn Hagel        | Néo-démocrate             |
|  | Moose Jaw South            | Lorne Calvert      | Néo-démocrate             |
|  | Moosomin                   | Don Toth           | Progressiste-conservateur |
|  | Morse                      | Harold Martens     | Progressiste-conservateur |
|  | Nipawin                    | Lloyd Sauder       | Progressiste-conservateur |
|  | Pelly                      | Rod Gardner        | Progressiste-conservateur |
|  | Prince Albert              | Myron Kowalsky     | Néo-démocrate             |
|  | Prince Albert-Duck Lake    | Eldon Lautermilch  | Néo-démocrate             |
|  | Qu'Appelle-Lumsden         | John Lane          | Progressiste-conservateur |
|  | Quill Lakes                | Murray Koskie      | Néo-démocrate             |
|  | Redberry                   | John Gerich        | Progressiste-conservateur |
|  | Regina Centre              | Ed Shillington     | Néo-démocrate             |
|  | Regina Elphinstone         | Allan Blakeney     | Néo-démocrate             |
|  | Regina Lakeview            | Louise Simard      | Néo-démocrate             |
|  | Regina North               | Kim Trew           | Néo-démocrate             |
|  | Regina North East          | Ed Tchorzewski     | Néo-démocrate             |
|  | Regina North West          | John Solomon       | Néo-démocrate             |
|  | Regina Rosemont            | Robert Lyons       | Néo-démocrate             |
|  | Regina South               | Jack Klein         | Progressiste-conservateur |
|  | Regina Victoria            | Harry Van Mulligen | Néo-démocrate             |
|  | Regina Wascana             | Gord Martin        | Progressiste-conservateur |
|  | Rosetown-Elrose            | Herb Swan          | Progressiste-conservateur |
|  | Rosthern                   | Bill Neudorf       | Progressiste-conservateur |
|  | Saltcoats                  | Walter Johnson     | Progressiste-conservateur |
|  | Saskatoon Centre           | Anne Smart         | Néo-démocrate             |
|  | Saskatoon Eastview         | Ray Martineau      | Progressiste-conservateur |
|  | Saskatoon Fairview         | Bob Mitchell       | Néo-démocrate             |
|  | Saskatoon Mayfair          | Ray Meiklejohn     | Progressiste-conservateur |
|  | Saskatoon Nutana           | Pat Atkinson       | Néo-démocrate             |
|  | Saskatoon Riversdale       | Roy Romanow        | Néo-démocrate             |
|  | Saskatoon South            | Herman Rolfes      | Néo-démocrate             |
|  | Saskatoon Sutherland       | Mark Koenker       | Néo-démocrate             |
|  | Saskatoon University       | Peter Prebble      | Néo-démocrate             |
|  | Saskatoon Westmount        | John Brockelbank   | Néo-démocrate             |
|  | Shaunavon                  | Theodore Gleim     | Progressiste-conservateur |
|  | Shellbrook-Torch River     | Lloyd Muller       | Progressiste-conservateur |
|  | Souris-Cannington          | Eric Berntson      | Progressiste-conservateur |
|  | Swift Current              | Pat Smith          | Progressiste-conservateur |
|  | The Battlefords            | Douglas Anguish    | Néo-démocrate             |
|  | Thunder Creek              | Rick Swenson       | Progressiste-conservateur |
|  | Turtleford                 | Colin Maxwell      | Progressiste-conservateur |
|  | Weyburn                    | Lorne Hepworth     | Progressiste-conservateur |
|  | Wilkie                     | John Britton       | Progressiste-conservateur |
|  | Yorkton                    | Lorne McLaren      | Progressiste-conservateur |

Notes

## Représentation
| Parti                    | Parti                      | Membres |
|                          | Progressiste-conservateur  | 38      |
|                          | Nouveau Parti démocratique | 25      |
|                          | Libéral                    | 1       |
| Total                    | Total                      | 64      |
| Gouvernement majoritaire | Gouvernement majoritaire   | 12      |

Notes

## Élections partielles
Des élections partielles peuvent être tenues pour remplacer un membre pour diverses raisons :
| Circonscription        | Député élu         | Parti                      | Date de scrutin  | Motif                                           |
| ---------------------- | ------------------ | -------------------------- | ---------------- | ----------------------------------------------- |
| Regina Elphinstone     | Dwain Lingenfelter | Nouveau Parti démocratique | 4 mai 1988       | Allan Blakeney démissionne                      |
| Regina Eastview        | Bob Pringle        | Nouveau Parti démocratique | 4 mai 1988       | Ray Martineau démissionne                       |
| Assiniboia-Gravelbourg | John Wolfe         | Progressiste-conservateur  | 15 décembre 1988 | Ralph Goodale se présente en politique fédérale |

Notes